# ディアナ地域圏
ディアナ地域圏（ディアナちいきけん、Diana）は、マダガスカル島の北部に位置するマダガスカルの地域圏。南東でサヴァ地域圏、南西でソフィア地域圏と接する。2018年時点での総面積は1万9266㎢、人口は88万9736人。地域圏都はアンツィラナナ（旧称はディエゴ・スアレス）に置かれている。

## 地理

### 河川
ディアナ地域圏の主たる河川は以下の通りである。
- ベソカトラ川
- イロド川
- ロキ川
- マハヴァヴィ川
- ラメナ川
- サハレナナ川
- サンビラノ川

### 保護区域、および観光名所
ディアナ地域圏における国立公園、保護区、および観光名所は以下の通りである。
- アンボディバヒベ新保護区
- アンドラフィアメナ・アンダバコエラ新保護区
- ノシ・アンツォハ新保護区
- アンパシンダバ新保護区
- ガロコ・カロビノノ新保護区
- オロンジア新保護区
- アンバー山国立公園
- アナラメラナ保護区
- アンカラナ特別自然保護区
- ルクベ自然保護区
- マノンガリヴォ保護区
- ツァラタナナ国立公園
- ノシ・ハラ国立公園
- ノシ・タニケリ国立公園
- アンボヒトラントシンギ新保護区
- アンカレア新保護区
- アンキヴォンジ新保護区
- COMATSAアヴァラトラ新保護区の一部区域
- COMATSAアツィモ新保護区の一部区域
- ツィンギ・ルージュ

## 行政区画

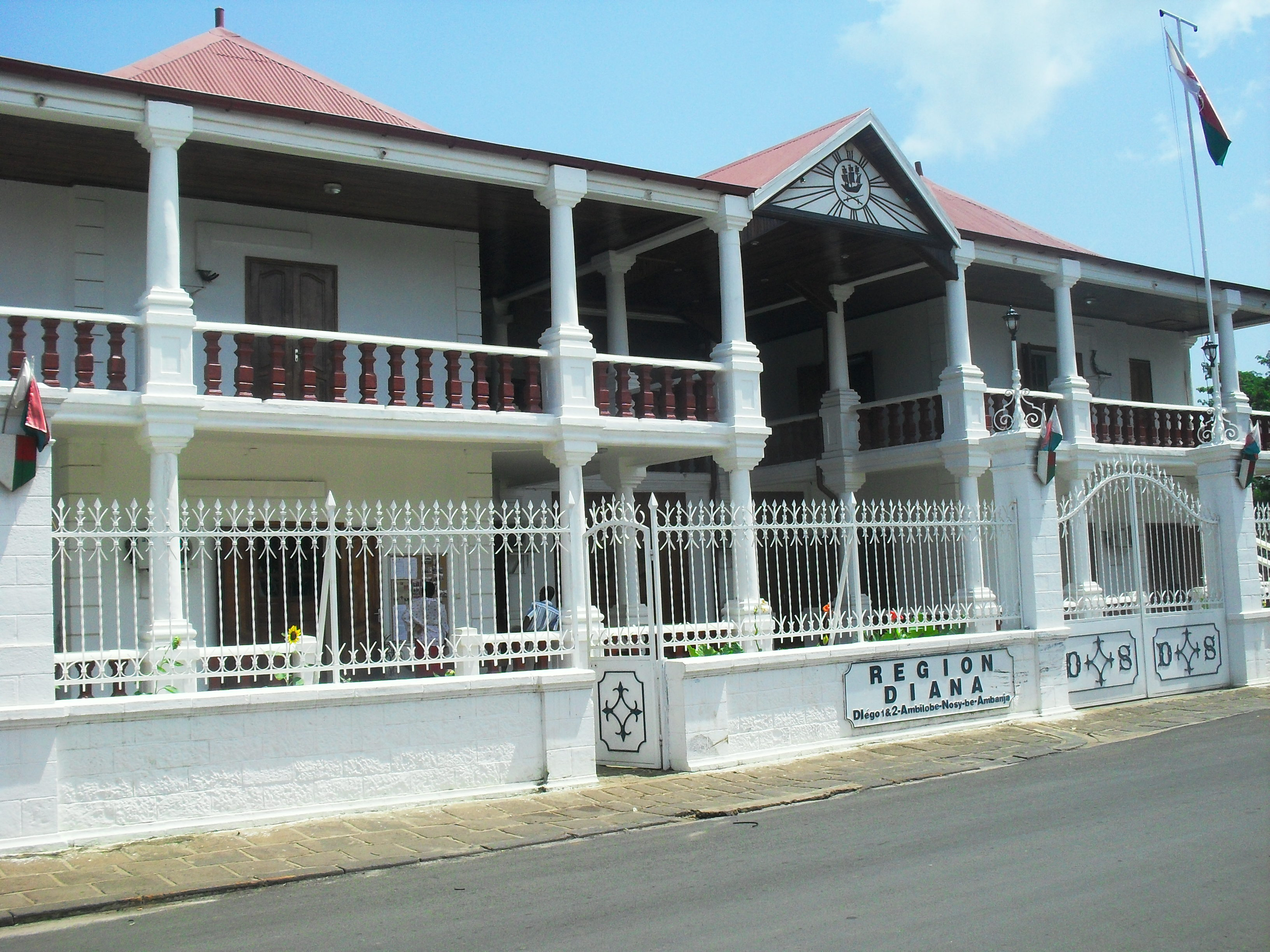
ディアナ地域圏の住宅地域

ディアナ地域圏は5つの郡、および51のコミューンに細分されている。以下に示す人口は2013年時点のデータである。
- アンバンジャ郡：18コミューンが設置されており、人口は19万435人。
- アンビロベ郡：15コミューンが設置されており、人口は21万6145人。
- アンツィラナナ第一郡：1コミューンが設置されており、人口は11万5015人。アンツィラナナ市が位置する。
- アンツィラナナ第二郡：16コミューンが設置されており、人口は10万5416人。アンツィラナナ市周辺の農村地域が含まれる。
- ノシ・ベ郡：1コミューンが設置されており、人口は7万3010人。

## 交通
- アンツィラナナとノシ・ベに海港が設置されている。
- 地域圏空港として、アンツィラナナ空港とノシ・ベ空港が設置されている。
- 地方空港として、アンバンジャ空港とアンビロベ空港が設置されている。
- 以下の舗装道路がある。
  - 国道6号線
  - 国道5a号線
  - 国道59b号線

## 経済

### 漁業
アンティラナナは重要なマグロ漁港であり、マグロの缶詰工場も設置されている。他に、エビ（2002年の輸出量は2.813.291kg）とナマコも当地の重要な海産物である。

### 農業
自給的農業は耕地面積にして75.510ha（全耕作面積の67％）を占め、米やマニオック、トウモロコシ、豆、サツマイモ、ジャガイモが栽培されている。換金作物は21.560ha（耕作面積の19％）が割り当てられており、コーヒーや胡椒、カカオ、バニラが作られている。産業作物の作付面積は15.420ha（耕作面積の13％）に当たり、サトウキビやピーナッツ、綿花が生産されている。またノシ・ベ島とアンバンジャでは、2465haで精油（イランイランノキが主だが、その他パルマロサグラスやベチベルソウ、バジルもある。）が生産されている。畜産業では、2002年時点で、30万8530頭の牛、5万3980頭の豚、2840頭の羊、4万4520頭の山羊が飼育されていた。

### 鉱業
ディアナ地域圏では、ポゾラナや石灰、金、サファイア、黒鉛、鉛、亜鉛、コランダム、アメシスト、柘榴石、ジルコン、菫青石、石英、緑柱石、イルメナイトが採掘される。アンパシンダバ鉱山は、レアアース鉱山である。